# Andy Bernal
Andy Bernal, właśc. Andrew Bernal Arranz (ur. 16 maja 1966 w Canberze) – australijski piłkarz pochodzenia hiszpańskiego występujący na pozycji obrońcy.

## Kariera klubowa
Bernal karierę rozpoczął w 1984 roku w AIS. W 1985 roku został zawodnikiem hiszpańskiego Sportingu Gijón. Na sezon 1985/1986 był stamtąd wypożyczony do Albacete Balompié, a na sezon 1986/1987 do Xerez CD (oba zespoły grające w Segunda División).
W 1987 roku przeszedł do angielskiego Ipswich Town z Division Two i grał tam w sezonie 1987/1988. W 1989 roku wrócił do Australii, gdzie został graczem klubu Sydney Olympic z NSL. W 1990 roku zdobył z nim mistrzostwo tych rozgrywek. W 1992 roku przeszedł do angielskiego Nottingham Forest z Premier League. Spędził tam sezon 1992/1993, jednak nie rozegrał wówczas żadnego ligowego spotkania i po sezonie wrócił do Sydney Olympic.
W 1994 roku Bernal podpisał kontrakt z angielskim Reading z Division One. W 1998 roku spadł z nim do Division Two, a w 2000 roku zakończył karierę.

## Kariera reprezentacyjna
W reprezentacji Australii Bernal zadebiutował 25 sierpnia 1990 w wygranym 3:0 towarzyskim meczu z Indonezją. W latach 1990–1996 w drużynie narodowej rozegrał 13 spotkań.